# Sannae-myeon, Miryang
Sannae-myeon (koreanska: 산내면)  är en socken i kommunen Miryang i provinsen Södra Gyeongsang i den sydöstra delen av Sydkorea, 280 km sydost om huvudstaden Seoul.